# Sea Fever
Sea Fever és una pel·lícula de ciència-ficció i thriller de terror del 2019 escrita i dirigida per Neasa Hardiman, protagonitzada per Hermione Corfield , Dougray Scott i Connie Nielsen. La pel·lícula segueix la tripulació d'un vaixell d'arrossegament abandonat, que es veu amenaçat per una infecció parasitària.
La pel·lícula es va estrenar al Festival Internacional de Cinema de Toronto el 5 de setembre de 2019. Es va estrenar en vídeo a la carta (VOD) als Estats Units el 10 d'abril de 2020 i en el Regne Unit i Irlanda el 24 d'abril de 2020. Ha rebut crítiques generalment positives, amb diversos crítics que comparen l'argument de la pel·lícula amb la pandèmia de COVID-19.

## Argument
Siobhan, una estudiant de doctorat que estudia els patrons de comportament de la fauna del mar profund, compra un lloc al vaixell pesquer arrossegador el Niamh Cinn Óir, tripulat per un complement de sis: la capità Freya i el seu marit i patró Gerard, que estan de dol per la seva filla Niamh, l'enginyer de vaixells Omid Hamilton Accie, Johnny, Ciara i Sudi Hamilton Accie. Quan marxen, la Guàrdia Costanera Irlandesa els avisa que la seva destinació prevista, rica en peixos, es troba en una zona d'exclusió. Sense que els altres s'adonin i malgrat les ordres de la Freya, en Gerard els porta a la zona de totes maneres, ja que necessita una gran quantitat de peixos en aquesta sortida per mantenir el vaixell.
A la zona d'exclusió, el vaixell xoca amb un objecte desconegut, semblant a un banc i s'atura. L'Omid descobreix estranyes bretxes al casc que desprenen un llim blau-verd. En Gerard creu que són percebes. Com que la Siobhan té equip de busseig a bord per a la seva recerca, en Gerard l'envia armada amb un ganivet per tallar el vaixell. Sota l'aigua, veu que les coses enganxades al vaixell són els tentacles d'un enorme organisme bioluminiscent a sota. En escoltar això, en Gerard pensa que pot ser una forma recent descoberta de calamar gegant. La tripulació intenta capturar-la amb la xarxa, però la criatura és massa pesada. Mentre allibera la xarxa, la màniga de Johnny queda atrapada a la maquinària. Encara que està alliberat, la seva mà és tallada per la corda, que està contaminada per llim.
Siobhan veu un altre vaixell a l'horitzó. Ella, Gerard i Johnny remen cap a ella, buscant ajuda. A bord, troben els cossos de la tripulació a la cabina, la majoria dels quals sembla haver-se suïcidat i amb un home sembla haver-se tret els ulls. En Gerard diu que deuen haver sucumbit a la "febre del mar" i ordena a Siobhan i Johnny que no ho diguin als altres. Després de tornar a rem, descobreixen que la criatura ha deixat anar el vaixell. Baixen les xarxes i treuen una gran quantitat de peixos, aixecant l'ànim de la tripulació. Siobhan i Johnny flirtegen i descobreixen que estan interessats l'un per l'altre. En Johnny té febre, que Siobhan sospita que és causada per una infecció, però es nega a deixar que se li revisi la mà.
Mentre el grup celebra aquella nit, Johnny declara que va a nedar i és aturat per Ciara i Siobhan. En veure'l fregar-se els ulls, Siobhan mira els ulls d'en Johnny amb una torxa i veu alguna cosa que es mou a dins. Mentre es renta la cara, Johnny es queda cec. Els seus globus oculars li van esclatar, alliberant organismes diminuts que llisquen pel desguàs, entrant al sistema d'aigua del vaixell. Ell mor. L'Omid s'adona que en Sudi està a la dutxa i intenta aturar-lo. Pensant que Omid està fent broma, Sudi no tanca l'aigua fins que les criatures de l'aigua el mosseguen. El Gerard, la Siobhan i l'Omid comproven el sistema de filtració d'aigua i descobreixen que ha estat contaminat per les criatures, que han menjat tots els filtres. Siobhan s'adona que les criatures són les larves de l'enorme criatura marina, els ous de la qual omplen el llim. Gerard dirigeix el vaixell cap a la costa.
Siobhan experimenta amb una mostra de llim i no aconsegueix matar les larves amb llum UV. A continuació, electrifica el vaixell d'arrossegament amb l'ajuda d'Omid, utilitzant la soldadora d'arc. Això aparentment esterilitza el subministrament d'aigua. Insisteix que tots s'han d'auto-quarantena a bord durant almenys 36 hores, el temps que va trigar a desenvolupar la infecció de Johnny. Argumenta que si algun d'ells està infectat, corre el risc d'infectar altres. Els altres no estan d'acord, argumentant que Sudi necessita atenció mèdica i que haurien de ser hospitalitzats si estan infectats. Sudi mor per la infecció. Siobhan desactiva el vaixell enredant l'hèlix.
Tothom es revisa els ulls dels paràsits. Siobhan, Omid, Freya i Ciara semblen clars, però la Freya veu paràsits als ulls d'en Gerard. La parella comparteix en privat un adéu sincer abans que Gerard es suïcidi. Siobhan sospita que la Ciara està infectada i puja per l'escala per alertar els altres. Quan la Ciara intenta aturar-la, la Siobhan la fa caure de l'escala. Mor Ciara.
La Freya marxa sola amb un vaixell de rem malgrat les protestes d'Omid i Siobhan. Siobhan i Omid tornen a comprovar el dipòsit d'aigua i descobreixen que la larva de llenguado restant s'ha fet més gran i s'ha menjat a través del casc per tornar a l'oceà. Quan el vaixell comença a enfonsar-se, Siobhan i Omid utilitzen esperit blanc per incendiar la coberta. Siobhan agafa una bassa inflable. Omid, que no sap nedar, cau a l'aigua i és arrossegat per tentacles. Siobhan el rescata, però li talla el canell en un tentacle. Ella declara que està infectada, torna a capbussar-se a l'aigua i neda cap avall cap a la criatura bioluminiscent. Sol a la bassa, l'Omid observa com s'acosta l'ajuda.

## Repartiment
- Hermione Corfield com a Siobhán[1]
- Connie Nielsen com a Freya[1]
- Dougray Scott com a Gerard[1]
- Olwen Fouéré com a Ciara[1]
- Jack Hickey com a Johnny
- Ardalan Esmaili com a Omid[1]
- Elie Bouakaze com a Sudi

## Producció
L'actriu Toni Collette va ser escollida originalment per al paper de Freya. Tanmateix, per problemes de programació no estava disponible i va ser substituïda per Connie Nielsen.

## Estrena
Sea Fever es va estrenar mundialment al Festival Internacional de Cinema de Toronto el 5 de setembre de 2019.
El 9 d'abril de 2020, la pel·lícula es va posar a disposició per a la seva visualització mitjançant una transmissió en directe en línia organitzada pel segell Dust del distribuïdor Gunpowder & Sky. La pel·lícula havia de rebre una estrena en cinemes el 10 d'abril de 2020, però en canvi es va estrenar en vídeo sota demanda (VOD) en aquesta data als Estats Units. Va ser llançat en VOD al Regne Unit i Irlanda el 24 d'abril de 2020 per Signature Entertainment i Wildcard Distribution, respectivament.

## Recepció
Sea Fever ha rebut crítiques generalment positives, amb diversos crítics fent comparacions entre la trama de la pel·lícula i la pandèmia de COVID-19. Al lloc web de l'agregador de ressenyes Rotten Tomatoes, la pel·lícula té una puntuació d'aprovació del 87 % basada en 108 ressenyes amb una valoració mitjana de 6,8/10. El consens crític del lloc diu: "Si Sea Fever mai s'escalfa tant com podria, segueix sent un thriller de ciència-ficció captivador i ben interpretat amb elements de terror efectius." A Metacritic, la pel·lícula té una puntuació mitjana ponderada de 60 sobre 100, basada en 21 crítics, que indica "crítiques mixtes o mitjanes".
David Fear de Rolling Stone va donar a la pel·lícula tres estrelles i mitja sobre cinc, i va escriure que, "enmig de les composicions claustrofòbiques i els passadissos ombrívols i el tic-tic-tic de la malaltia inevitable". "Sea Fever" passa de ser una pel·lícula de monstres a un exemple estrany d'horror pandèmic." Noel Murray del Los Angeles Times va assenyalar que, quan la pel·lícula es va estrenar a TIFF, "molts espectadors [la] llegeixen  com una metàfora del canvi climàtic […] Avui en dia, les lliçons d'aquesta pel·lícula imaginativa i apassionant semblen tenir múltiples aplicacions." Benjamin Lee de The Guardian va premiar la pel·lícula amb tres de cada cinc estrelles, qualificant-la d' "un esforç de baix pressupost amb altes ambicions, una cosa que és difícil no admirar". Katie Rife de The A.V Club va donar a Sea Fever una nota de "B", escrivint que "si bé la pel·lícula posa les seves influències molt al davant, la seva una execució impressionant val molt la pena els 89 minuts."
A. A. Dowd de The A.V. Club va donar a la pel·lícula una "B-", escrivint que "Sea Fever aborda [la seva premissa] amb gairebé massa moderació […] Tot i això, no es pot negar que la pel·lícula finalment arriba a un enfrontament d'una rellevància inquietant." Devika Girish de The New York Times va escriure que la pel·lícula "sembla insegura de la seva pròpia forma, canviant indecisament entre criatures, thriller epidèmic i drama ambiental sense articular cap idea carnosa." Tomris Laffly de RogerEbert.com va donar a la pel·lícula dues de quatre estrelles, i va concloure: "Deixaràs la barca d'Hardiman preguntant-te per què no estàs més desconcertat, ni tan sols marejat, mentre esperes aviat una altra pel·lícula de gènere del director clarament hàbil, potser una que s'ancori en una història més profunda aquesta vegada."